# Term Life – Mörderischer Wettlauf
Term Life – Mörderischer Wettlauf ist eine US-amerikanische Actionkomödie, die auf den Comics Term Life der Autoren A.J. Lieberman und Nick Thornborrow basiert.
Für das Drehbuch war A.J. Lieberman verantwortlich und Regie führte Peter Billingsley.
In den Hauptrollen sind Vince Vaughn, Hailee Steinfeld, Bill Paxton, Jonathan Banks und Jordi Mollà zu sehen.
Term Life ist eine Video-on-Demand-Produktion, seine Premiere hatte er in Portugal am 28. April 2016. Die Internetpremiere war am 29. April 2016. Im deutschsprachigen Raum war die DVD-/Blu-ray-Premiere am 3. November 2016.

## Handlung
Nick Barrow plant Überfälle und verkauft diese Pläne an den Meistbietenden. Er lebt getrennt von seiner Tochter Cate und deren Mutter Lucy. Lucy geht zu Beginn des Films in eine Entzugsklinik und lässt die gemeinsame Tochter allein zuhause. Nick hat keinerlei Kontakt zu seiner Tochter, beobachtet sie aber über die Jahre und löst so einige Probleme, bevor sie negative Auswirkungen auf ihr zukünftiges Leben haben könnten.
Von Jimmy Lincoln erhält Nick einen Tipp auf eine Menge Bargeld im County Court House. Daraufhin arbeitet er einen Plan aus, wie der Überfall am besten abläuft, und verkauft diesen an Allejandro. Der Überfall gelingt perfekt, kein Mensch kommt zu Schaden, und die Diebe ziehen sich in ihr Versteck zurück. Dort lauern ihnen korrupte Polizisten um Joe Keenan auf und töten sie und vernichten das gestohlene Geld, da sich mit diesem ihr Tun nachweisen lässt.
Um den Tod seines Sohnes Allejandro zu rächen, reist sein Vater Victor Vasquez, ein berüchtigter südamerikanischer Kartellboss, in die Vereinigten Staaten.
Harper, Nicks bester Freund, teilt ihm mit, dass Allejandro getötet wurde und wer dessen Vater ist. Daraufhin sucht Nick eine Versicherungsagentur auf, um eine Risikolebensversicherung abzuschließen. Alle anfallenden Kosten bezahlt er sofort. Er muss jedoch die nächsten 21 Tage am Leben bleiben, damit die Versicherung an seine Tochter ausgezahlt werden kann.

## Produktion

### Finanzierung
Vince Vaughn sicherte sich die Filmrechte für die Comicverfilmung von Term Life 2013. Zugleich wurde Peter Billingsley als Regisseur angekündigt. Produziert werden sollte der Film von Universal Pictures und Wild West Picture Show. Im Oktober kündigte Universal die Ko-Finanzierung auf. Der Verleih sollte auch weiterhin über Universal laufen. Nach dem Aus bei Universal übernahmen QED International und Worldview die Kofinanzierung des Films. Neben PalmStar Media Capital stiegen die WWE Studios in die Produktion ein.

### Schauspieler
Die Rolle der Tochter Cate übernahm Hailee Steinfeld im September 2013. Für die Rolle des Victor Vasquez wurde Jordi Mollà, bekannt aus Bad Boys II und Riddick, im Februar 2014 verpflichtet. Kurz darauf wurden Jonathan Banks als Harper, Mike Epps als Darryl Mosley  und William Levy als Allejandro verpflichtet. Im März 2014 konnten Shea Whigham als Matty Miller und Jon Favreau als Jimmy Lincoln verpflichtet werden.

### Dreharbeiten
Die Dreharbeiten begannen am 1. März 2014 in Grantville im US-amerikanischen Bundesstaat Georgia. Zuvor gab es in Grantville ein Casting. Weitere Drehorte waren Atlanta und Fayetteville.

## Besetzung und Synchronisation
Horst Geisler von der Münchener Bavaria Film Synchron schrieb das Dialogbuch und führte die Dialogregie für die deutschsprachige Synchronisation.
| Darsteller          | Sprecher          | Rolle            |
| ------------------- | ----------------- | ---------------- |
| Vince Vaughn        | Stefan Fredrich   | Nick Barrow      |
| Hailee Steinfeld    | Victoria Frenz    | Cate Barrow      |
| Bill Paxton         | Frank Engelhardt  | Joe Keenan       |
| James Paxton        | Johannes Wolko    | Adam             |
| William Levy        | Julian Manuel     | Allejandro       |
| Terrence Howard     | Olaf Reichmann    | Braydon          |
| Mike Epps           | Patrick Schröder  | Darryl Mosley    |
| Rio Hackford        | Mike Carl         | Deputy Dean      |
| Jonathan Banks      | Wolfgang Müller   | Harper           |
| Ian Gregg           | Moritz Günther    | Jeremy           |
| Jon Favreau         | Michael Iwannek   | Jimmy Lincoln    |
| Brian F. Durkin     | René Oltmanns     | John Stasio      |
| Annabeth Gish       | Claudia Jacobacci | Lucy             |
| Cain Velasquez      | Philipp Rafferty  | Marco            |
| Shea Whigham        | Stefan Lehnen     | Matty Miller     |
| Brent Briscoe       | Jan Langer        | Murphy           |
| Manuel Garcia-Rulfo | Claus Vester      | Pedro            |
| Taraji P. Henson    | Dana Geissler     | Samantha Thurman |
| Jordi Mollà         | Martin Umbach     | Victor Vasquez   |

## Rezeption
Der Film erhielt auf Rotten Tomatoes und Metacritic überwiegend negative Kritiken. Die Bewertung erreicht 2,1 von 10 möglichen Punkten bei Rotten Tomatoes und 23 von 100 bei Metacritic. Die positivste Kritik kam von Noel Murray der Los Angeles Times mit 40 Punkten. Für ihn ist der Film „… perfectly serviceable – but ultimately unmemorable.“